# ALISA (モデル)
ALISA（ありさ、1993年10月29日 - ）は、日本の元モデルで、アイドルユニット『Lucky Color's』の元メンバー。沖縄県出身。イトーカンパニーに所属していた。

## 経歴
デビューのきっかけは、韓国で生活していた頃、度々沖縄へ訪れており、その際にモデルの仕事を勧められたことから。
2010年12月、KANON（花影香音）・MIINA（山川未菜）らと共にLucky Color'sを結成。なおLucky Color'sではリーダーを務めていた。
2012年夏に上京。同年10月には2013年度トリンプ・イメージガールに選出された。
2013年10月31日をもって芸能活動から引退。

## 人物
- 父はアメリカ人、母は日本人[10]。
- 日本語、英語、フランス語、韓国語の4ヵ国語を話すことが出来る[1][11]。
- 渡辺アリサと一緒にトリンプイメージガールを務めたのでWアリサと呼ばれていた[12]
- スタイルを維持するためたくさん水を飲むことを心掛けている[1]。
- 趣味・特技はギター、歌、料理。
- 尊敬しているアーティストはビヨンセ[13]。

## 出演

### テレビドラマ
- 孤独のグルメ Season2 第10話（2012年12月12日、テレビ東京）

### バラエティ番組
- めざましテレビ（フジテレビ） - イマドキガール

### 映画
- ハイザイ〜神さまの言うとおり〜[14]（2012年9月1日公開、アルゴ・ピクチャーズ）

### CM
- FUJIFILM「チェキ」WEB 『女子会』篇「友情＋チェキ」
- グラソー「ビタミンウォーター」『地球の裏側と綱引きバトル』篇
- 「クラウディアコスチュームサービス」ウェディング
- 「ロッテリア」～燃焼力シェーキ～アセロラ

### ファッションショー
- 街角美人Presents Color-i Pet Collection（2012年）[15]

### その他
- マザー牧場2012[16]-2013イメージガール
- 第21代2013トリンプ・イメージガール[1][17]